# 赫里卡
赫里卡，是西班牙瓦伦西亚自治区卡斯特利翁省的一个市镇。总面积78平方公里，总人口1561人（2001年），人口密度20人/平方公里。